# Spike's Peak

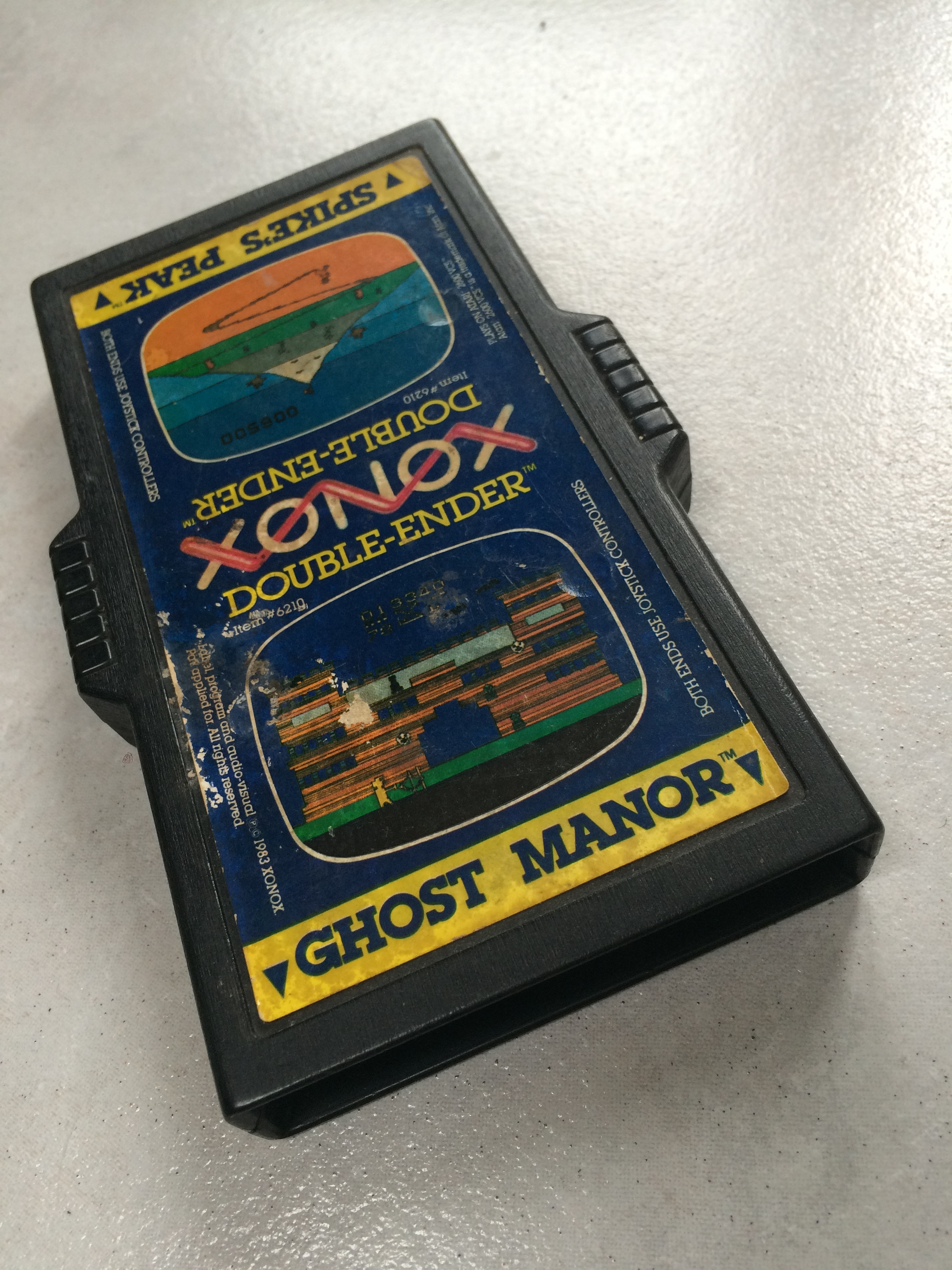
La cartuccia doppia di Spike's Peak e Ghost Manor per Atari 2600

Spike's Peak è un videogioco pubblicato nel 1983 da Xonox per Atari 2600 e Commodore VIC-20, anche su cartuccia doppia (double-ender) insieme a Ghost Manor, Artillery Duel o Chuck Norris Superkicks. Nel 1984 uscì in versione disco per Commodore 64 sviluppata da Lawrence Holland e pubblicata in abbinamento a Ghost Manor dalla Xonox o autonomamente dalla HesWare. Il protagonista, Spike, deve riuscire a scalare una montagna fino alla vetta, da cui il titolo "il picco di Spike".

## Modalità di gioco
Il gioco comincia alla base della montagna e si articola in cinque differenti scenari sempre più verso la vetta, tutti con visuale laterale a schermata fissa (su Commodore 64 alcuni sono a scorrimento verticale).
Si comincia nella zona erbosa, camminando lungo un sentiero che sale a zig-zag, dove bisogna evitare cascate (saltandole), orsi e aquile. Per evitare i nemici ci si può nascondere nelle caverne, purché non siano già occupate da un orso, nel qual caso se ne intravedono gli occhi.
Si passa quindi alla zona rocciosa, dove Spike può usare le cenge come piattaforme e arrampicarsi dall'una all'altra usando chiodi da roccia, evitando rocce cadenti e cactus. Su Commodore 64 bisogna evitare anche dei bighorn.
Infine si arriva alla zona glaciale, da risalire arrampicandosi con una piccozza o camminando lungo un sentiero nel ghiaccio, più rapido ma più pericoloso, evitando l'uomo delle nevi e le valanghe.
C'è anche un indicatore della temperatura corporea, che scende quando ci si trova nella zona glaciale o nascosti nelle caverne, imponendo un limite di tempo; bisogna completare il percorso prima di congelare.